# 香港大專院校學生文化
基於香港獨特的歷史及其中西文化薈萃一堂的特色，香港大專院校形成其獨特的學生文化。而各間大學又因其組織結構有別，文化各有不同，如香港大學以舍堂為單位，而香港中文大學則以書院為單位（而屬下崇基學院，其文化類似香港大學，以宿舍為單位，走讀生及走讀生舍堂則被摒除在外；其他書院則較統一）。

## 次文化
- Happy Corner
- Dem beat
- 頹飯

## 迎新營文化

### 四院互片及新四院會師
四院互片，正稱「四院會師」，是香港中文大學迎新營中的一項以書院為單位的傳統活動。香港中文大學（下稱中大）四所於2000年以前成立的成員書院學生（即聯合書院、新亞書院、逸夫書院及崇基學院），傳統上會在大學迎新營其中一天於校園百萬大道（通常是靠近科學館一端）舉行「四院會師」，以書院為單位，由各書院舊生帶領新生向其他書院呼喊口號，約有1000名新生參與此活動。口號內容既有互相激勵，亦有詆譭其他書院，全憑學生創作。活動本意是聯絡各書院學生的感情，特別是加強每間書院內部的歸屬感和凝聚力。而自2012年，五所新創立書院正式招生後，亦模仿四院會師的模式，創立了「新四院會師」（善衡書院不會參與），但通常會在百萬大道近圖書館一端進行，並在四院互片及九院學生合照後才緊接進行。

### 性騷擾爭議
近年香港各大學迎新活動中屢次出現意識不良的活動，惹來公眾人仕關注。直至2002年8月23日中大迎新營「四院會師」中，有逸夫書院學生展示印有「新亞桑拿」字樣的性感少女大型海報（影射新亞書院女生），並呼喊含意淫褻的口號，事件被傳媒廣泛報導。 事後「中大書院迎新營籌委會」發表聲明致歉 （页面存档备份，存于），中大學生會則發表聲明強烈譴責 （页面存档备份，存于）。
此外，女生丘梓蕙就2002年「四院會師」涉嫌性騷擾向中大校方投訴，但投訴人認為校方以息事寧人的態度處理，並在投訴後遭受同校其他同學歧視。平等機會委員會於2004年公佈該會因應事件進行對校園性騷擾的研究結果，認為學生「對於性騷擾缺乏敏感度」，亦因害怕被視為破壞者而不願申訴 （页面存档备份，存于）；又提及各院校的性騷擾投訴機制，沒有處理投訴人在投訴時受到歧視的情況。新婦女協進會代表則批評校方「往往把性騷擾事件簡化為品味或紀律問題，甚至把責任推在受害人身上」。
社會上對此亦有各種解讀。有人認為這種「淫穢」迎新文化反映香港社會轉變中一種身份認同危機：因為大學生對「精英」認同感、社會政治議題日漸淡薄，以致用大眾文化裡的「淫穢」團結彼此（葉蔭聰，2002）。亦有人認為社會大眾對學生「淫穢」的斥責是基於大眾心目中理想大學生的形象（主流道德規範）和實際的大學生表現之間差距（梁文道，2002）。學生方面，有的認為這不過是遊戲，對社會不曾有任何影響，但因為社會對大學生的期望與現實不一樣，又因傳媒消息靈通，使外間得知此事，便對大學生作道德審判（曾繁光，2002。）但亦有認為學生的口號押韻，很有創意。
2002年後的「四院會師」活動在內容和形式上並沒有大改變，但為免傳媒大肆渲染，活動負責單位在活動後立即向新生回收口號紙（片詞），亦不得借閱或污損，避免落入傳媒手中。

### 迎新營的功能
組織心理學認為，迎新營能給予人生路不熟的新生重要的社交契機，以及建立友誼所需的「頻繁接觸」與「群體項目」，建立大學階段最重要的初始友誼。

### 迎新營的改善空間
學生組織方面
有論者認為迎新營之組織應更民主，而非由年長同學主導一切；
學校監管方面
有論者認為，學校有責任確保學生活動符合基本的道德與價值觀，而非以「干預言論自由」為名，置身事外，逃避應有的監管責任；如學生之間發生欺凌事件，學校應嚴肅處理，不應輕輕帶過，或單純視之為學生認知不足，只管「加強教育」，而對犯事者從寬處理。

### 報章報導
1. <港中文大學性騷擾迎新生 搞手表示道歉>，東方網，2002年9月1日 （页面存档备份，存于）
2. <香港中文大學迎新爆性騷擾 口號三級意識不良>，南方網，2002年8月29日 （页面存档备份，存于）
3. <大學紛發迎新指引 免爆醜聞>，成報，2003年8月14日
4. <中大意淫迎新 四院千人高聲互踩>，蘋果日報，2005年8月27日
5. <中大迎新營 「四院互片」口號收斂>，明報，2005年8月27日

### 評論文章
1. 葉蔭聰(2002)。〈藏在「淫穢」中的認同危機〉，明報，2002年9月4日，C16版。
2. 梁文道(2002)。〈這是反動，不是反叛〉，明報，2002年9月18日，D8版。
3. 曾繁光(2002)。〈大學生墮落了？關卿底事？〉，星島日報，2002年9月4日，D6版。
4. 張歷君(2003)。〈香港與香港中文大學的沉默裝置〉，《中大四十年》網頁

### 其他
1. 丘梓蕙在2004年8月17日平機會防止性騷擾大學論壇上的發言（PDF檔案）